# Masasteron queensland
Masasteron queensland är en spindelart som beskrevs av Baehr 2004. Masasteron queensland ingår i släktet Masasteron och familjen Zodariidae.
Artens utbredningsområde är Queensland. Inga underarter finns listade i Catalogue of Life.